# Sinagoga Maghen Abraham
La Sinagoga Maghen Abraham  (en árabe:كنيس ماغين أبراهام) es una de las principales sinagogas en el Líbano. La sinagoga más antigua es la Sinagoga de Sidón, que fue construido en el año 833, pero se cree que esta descansa en una sinagoga más antigua que data de la destrucción del Segundo Templo en el año 66 DC. Situada en el antiguo barrio judío de Wadi Abu Jamil en Beirut, fue abandonada después de que los bombardeos israelíes destruyeron la sinagoga durante la guerra civil libanesa. La restauración de la sinagoga comenzó entre mayo de 2009 y agosto de 2010.